# Детектор метала
Детектор метала је уређај који користи електромагнетну индукцију за откривање металних предмета. 

## Примена
Главна примена оваквог уређаја је при разминирању (детекцији нагазних мина), за проналажење оружја као што су ножеви и пиштољи, затим у ваздухопловству, геофизици, археологији и сл. Детектори метала се исто тако користе за откривање страних тела у храни, као и у грађевинарству и проналажењу жица унутар зидова.

## Историја
Детектори метала су развијени у Другом светском рату као миноистраживачи који раде на принципу електромагнетске детекције метала и којима се проналазе мине закопане у земљишту. Развијени су у време када је већина мина имала тело и упаљач од метала, па су се лако проналазиле. Временом су се развијале пластичне мине са врло мало металних делова, па
их овом врстом миноистраживача није могуће пронаћи. Развојем хемијских упаљача, ни најмањи делови упаљача нису морали да буду метални.

## Принцип рада
Већина детектора метала садржи предајни и пријемни калем. Предајни калем формира примарно магнетно поље које се простире кроз земљу и металан објекат закопан у њој. Временски променљиво примарно магнетско поље индукује вртложне струје у металном објекту у земљи, и те струје формирају секундарно магнетско поље које детектује пријемни калем. Оператер се обавештава о присуству металног објекта звучним сигналом који се добија конверзијом напона на пријемном калему. Детектори метала откривају и велики број других металних предмета, којих има нарочито у зони борбених дејства и земљишту које је било изложено стрељачкој и артиљеријској ватри (зрна, метална парчад експлодираних пројектила, чауре, али и конзерве, метални чепови, вијци). Број лажних сигнала увек је врло велики. 
Приликом операција разминирања путева у Мозамбику (јануар 1993. – март 1994. године), на 180km прегледаних путева пронађено је само шест мина и 60 000 других металних предмета који су морали да буду извађени из земље и испитани. Уопште, узима седа на сваку нађену мину долази 100 – 200 лажних сигнала. И поред тога детектори метала се користе, посебно у откривању почетка минских препрека. Такође, они нису подложни грешкама од утицаја влажног земљишта и других временом узрокованих променљивих утицаја.